# جهانگردی (فیلم)
«جهانگردی» (انگلیسی: The Explorer (film)) فیلمی در ژانر ماجرایی به کارگردانی جورج ملفورد است که در سال ۱۹۱۵ منتشر شد.